# بنسطمون بالميري
بنسطمون بالميري (الاسم العلمي: Penstemon palmeri) هو نوع من النباتات يتبع جنس البنسطمون من الفصيلة الحملية.